# Ikarus

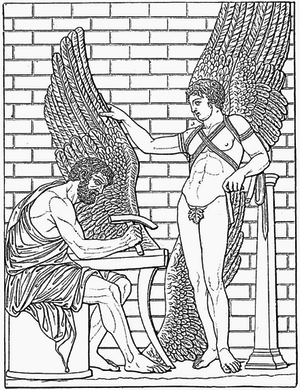
Dädalus und Ikarus, Relief in der Villa Albani (Rom)

Ikarus oder Ikaros (altgriechisch Ἴκαρος Íkaros, latinisiert Icarus) ist in der griechischen Mythologie der Sohn des Daidalos.

## Mythos

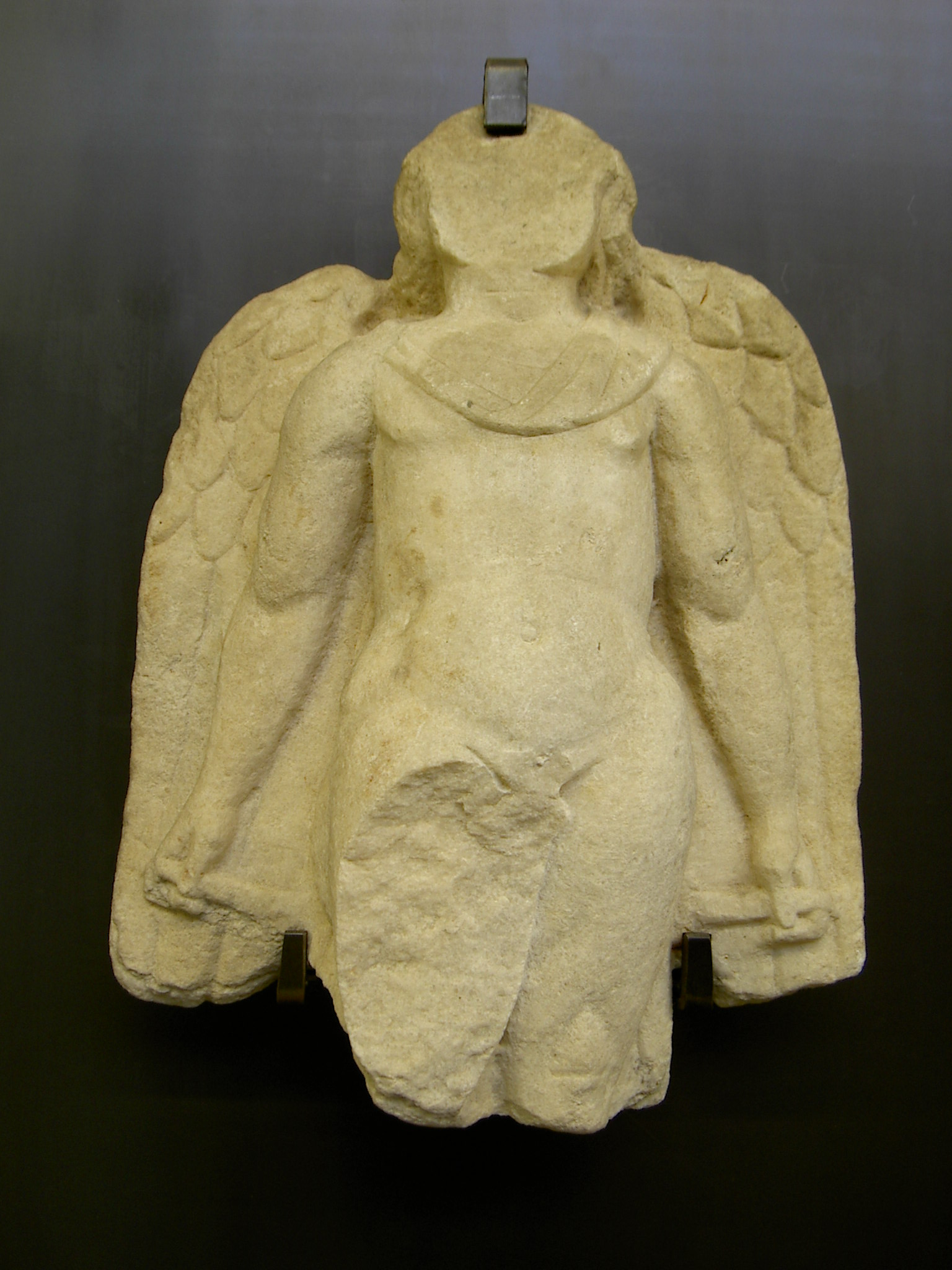
Statue des Ikarus, römisch, Joanneum Graz

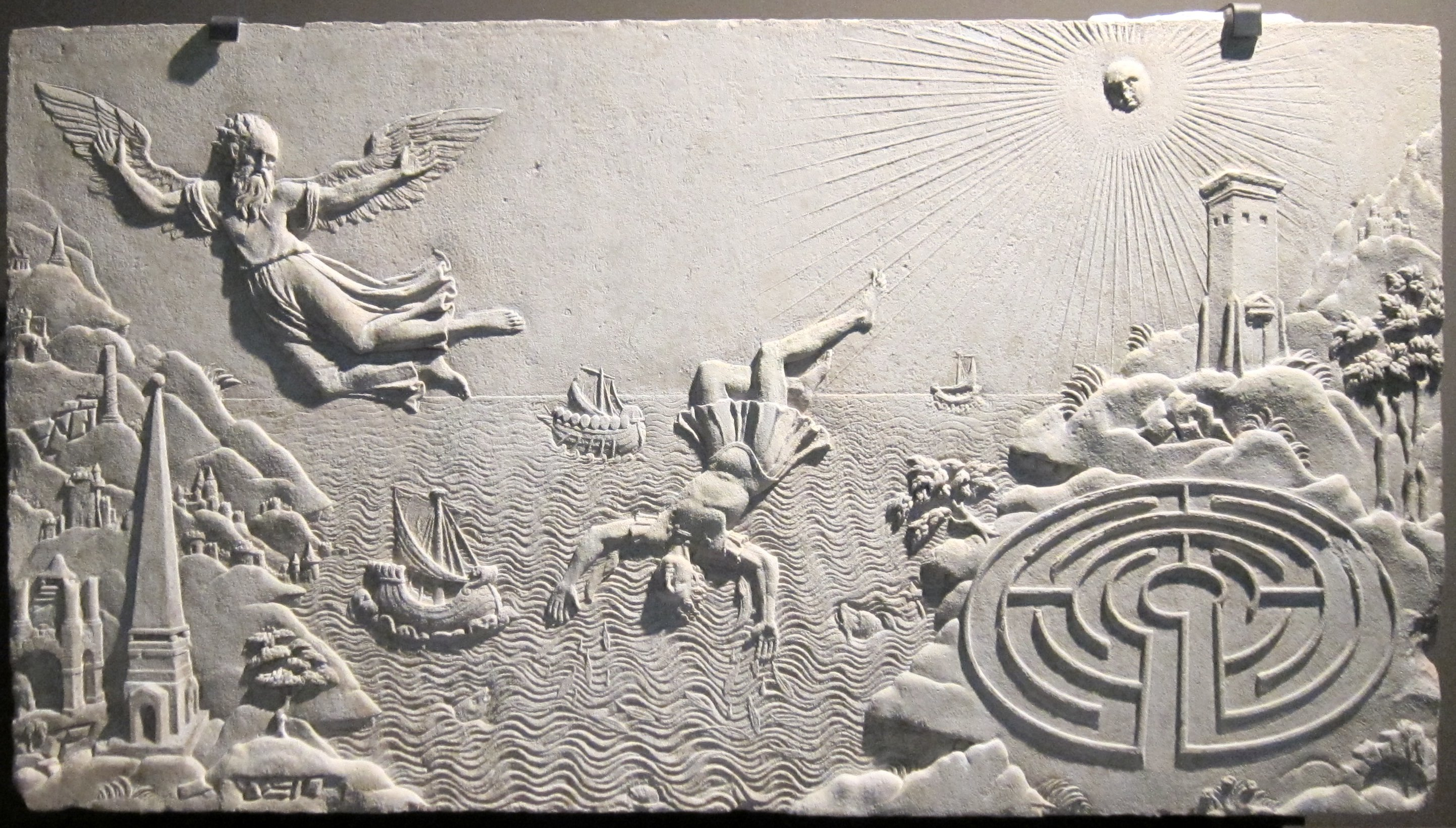
Der Fall des Ikarus, Musée Antoine Vivenel, 17. Jh.

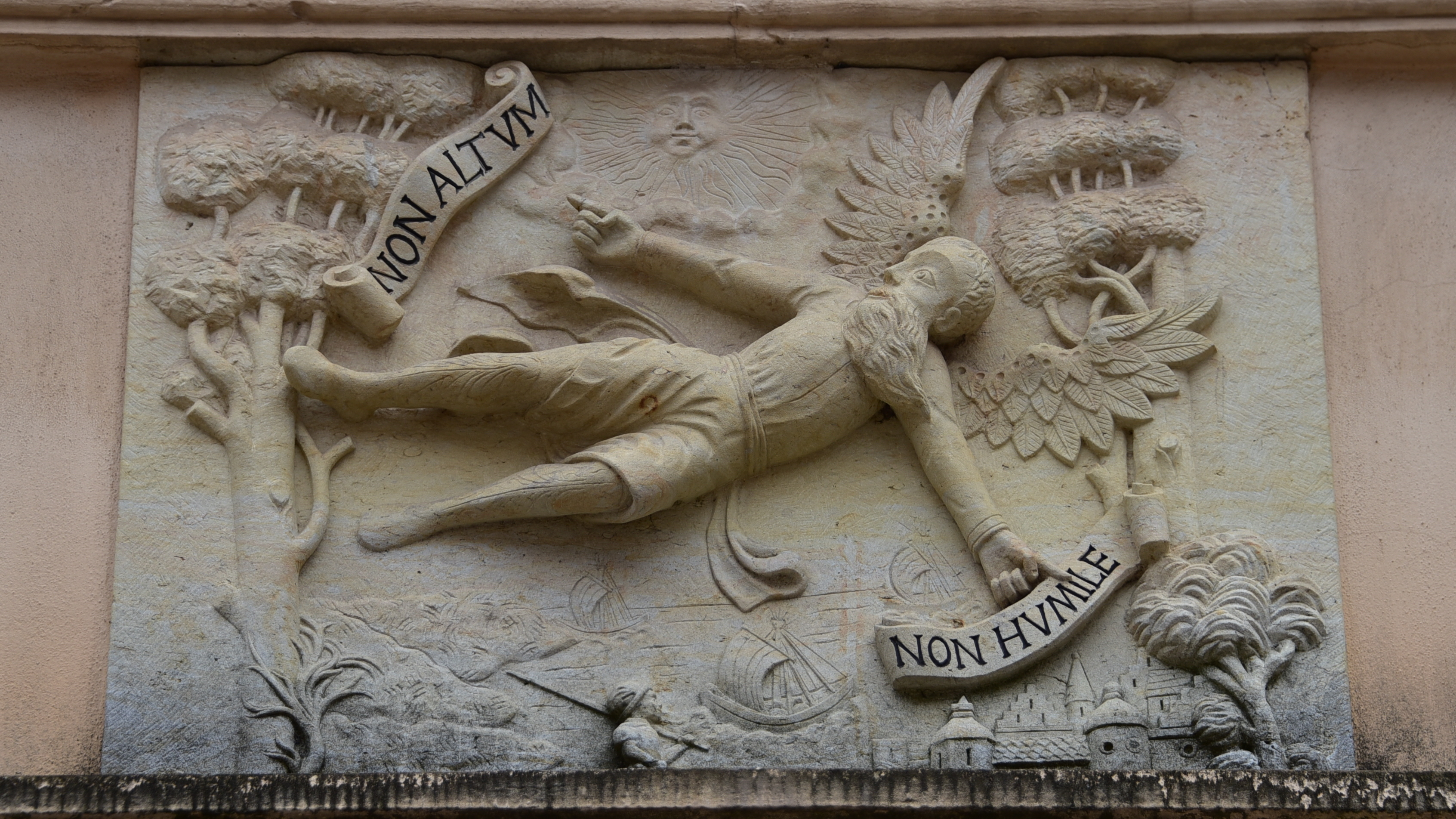
Kopie eines Steinreliefs zur Ikarusdarstellung in Meißen, Marktapotheke (Markt 4)

Ikarus und Dädalus wurden von König Minos im Labyrinth des Minotauros auf Kreta gefangen gehalten – als Strafe dafür, dass Dädalus Theseus Hinweise zur Nutzung des Ariadnefadens gegeben hatte. Da Minos die Seefahrt und das Land kontrollierte, erfand Dädalus Flügel für sich und seinen Sohn. Dazu befestigte er Federn mit Wachs an einem Gestänge. Vor dem Start schärfte er Ikarus ein, nicht zu hoch und nicht zu tief zu fliegen, da sonst die Hitze der Sonne beziehungsweise die Feuchte des Meeres zum Absturz führen würde.
Zuerst ging alles gut, aber nachdem sie Samos und Delos zur Linken und Lebinthos zur Rechten passiert hatten, wurde Ikarus übermütig und stieg so hoch hinauf, dass die Sonne das Wachs seiner Flügel schmolz, woraufhin sich die Federn lösten und er in das nach ihm  benannte ikarische Meer stürzte. Der verzweifelte Dädalus benannte die Insel, auf der er seinen Sohn beigesetzt hatte, zur Erinnerung an sein Kind Ikaria.
Der Ikarus-Mythos wird im Allgemeinen so gedeutet, dass der Absturz und Tod des Übermütigen die Strafe der Götter für seinen unverschämten Griff nach der Sonne ist. Nach Ovid ließen die Götter Ikarus aus Rache sterben, weil Dädalus seinen Neffen und Schüler Perdix aus Neid auf sein Können ermordet hatte.

## Rezeption

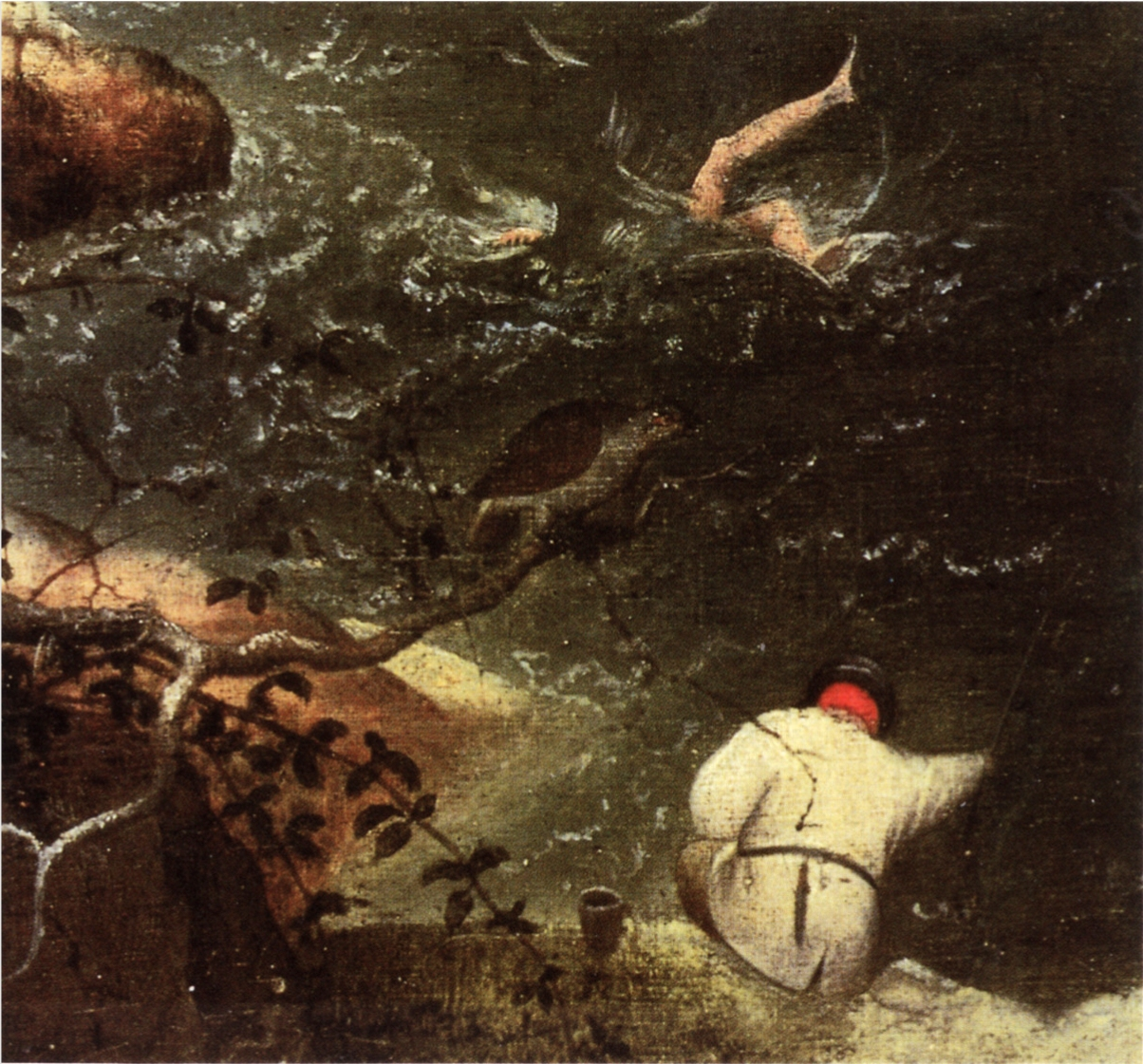
Landschaft mit dem Sturz des Ikarus von Pieter Bruegel, Detail

Die Gestalt des Ikarus ist in der europäischen Kultur immer wieder Anreger und Gegenstand künstlerischer, wissenschaftlicher und technischer Schöpfungen geworden. In der Bildenden Kunst gilt dies sowohl für die profane wie auch (seltener) für die christlich-kirchliche Kunst. Im Mittelalter wird der Sturz des Ikarus nur vereinzelt dargestellt, erst etwa seit der Mitte des 16. Jahrhunderts häufen sich die Darstellungen – ein bedeutendes Beispiel ist das Gemälde Landschaft mit dem Sturz des Ikarus von Pieter Bruegel dem Älteren – und im 18. Jahrhundert sind die Darstellungen wieder ausgesprochen selten. Die neuzeitlichen Darstellungen haben oftmals allegorische Bedeutung. So wird etwa in zwei kleinen Fresken (1761) der Kirche St. Petrus in Lengdorf der Sturz des Ikarus als Sinnbild des Hochmuts dem Sturz des Simon Magus gegenübergestellt.
In der jüngeren deutschen Malerei des Phantastischen Realismus hat der Maler Werner Holz in mehreren Gemälden den „übermütigen“ und törichten heutigen Menschen als Ikarus dargestellt. Der Dangaster Maler des magischen Realismus Franz Radziwill malte 1960 das Bild Der Sturz des Ikarus. Es scheint das erste Mal, dass Ikarus als Frau dargestellt ist. Radziwill warnt vor der Bedrohung durch eine unkritische Technikbegeisterung, die den natürlichen Lebensraum zerstört.
In der DDR nutzten kritische Maler wie Wolfgang Mattheuer das Motiv des Ikarus, um das Ende des Traums vom sozialistischen Heldentum zu thematisieren. Wolf Biermann griff den Mythos in seiner 1976 veröffentlichten Ballade vom preußischen Ikarus auf.
Nach ihm sind der Mondkrater Icarus und das weltraumgestützte Tiermonitoring-System benannt.
Klaus Schlesingers Familiendrama Ikarus entstand 1975 als Filmszenarium. Einen weiblichen Ikarus gestaltete die Schweizer Schriftstellerin Eveline Hasler in ihrem Roman Die Wachsflügelfrau, dessen Erzählung auf die Biografie der ersten Schweizer Juristin Emilie Kempin-Spyri verweist. Denn diese scheiterte letztlich daran, dass sie zu hoch hinaus wollte. Als Anwältin sich den Lebensunterhalt zu verdienen und in diesem Beruf zudem Anerkennung zu finden, war für eine Frau in jener Zeit nicht vorgesehen.